# Mountnugent
Mountnugent ou Dalysbridge (irlandais : Droichead Uí Dhálaigh), est un village au sud du comté de Cavan, en Irlande. 

## Géographie
Le village est situé sur la route régionale R194, à la traversée d'une rivière, près de Lough Sheelin.
Le village et les townlands environnants comptent ensemble environ 500 habitants.
Bien que le village se trouve dans le comté de Cavan, la paroisse catholique romaine de Mountnugent (ou Kilbride) est dans le diocèse de Meath. Mountnugent, ou Kilbride Castlecor, fait partie de la paroisse de Castlepollard dans le diocèse de Meath et Kildare.
Le village est situé dans la circonscription électorale de Kilbride.
Pour l'urbanisme ou l'enregistrement immobilier, il est dans la baronnie de Clanmahon.
La rivière qui traverse le village, avec son pont datant du milieu du XVIIIe siècle est parfois appelée l'Inny. Pourtant, la plupart des documents officiels citent l'Inny comme une rivière dont le cours est situé à 3 kilomètres au sud-ouest, formant la frontière entre les comtés de Meath et Cavan, près du château de Ross, passant près d'Oldcastle. Le cours d'eau qui traverse le village s'appelle la « rivière de Mountnugent »,,, sourçant près de  Ballyjamesduff.
Lors du lancement du nouveau système de code postal irlandais, « Eircode », les habitants ont été surpris de constater que Mountnugent faisait partie du comté de Meath et que le nom irlandais était désormais une traduction littérale du nom anglais Sliabh an Nuinseannaigh.

## Histoire
Le nom du village provient d'une branche locale de la famille Nugent. À l'origine c'est une famille anglo-normande de grands propriétaires terriens à Meath, Cavan et Westmeath, des cousins d'Hugh de Lacy, seigneur de Meath,,.

## Commodités
Le village possède son pub, The Bridge Inn, une épicerie (Smiths), une station essence (Smiths) et un garage (Smiths).
Deux lieux de culte sont situés à Mountnugent.
L'église catholique romaine St Bridget a été construite dans les années 1820. St Bride, de l'église d'Irlande a été construite en 1804. 

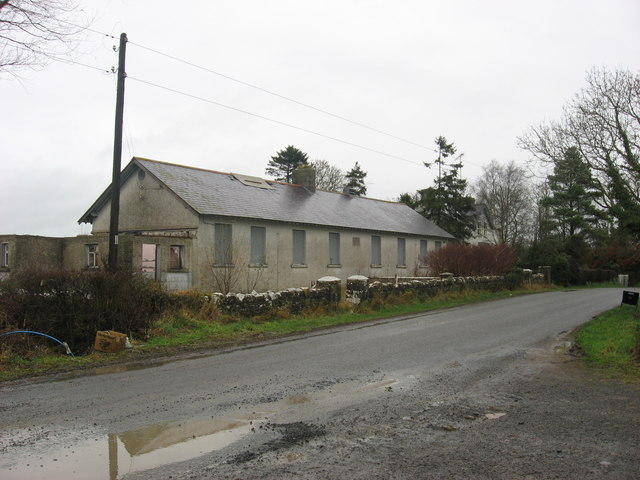
Ancienne école à Mountnugent, fermée en 1981.

Moutnugent a son école primaire. Scoil Bhríde compte 101 élèves pour l'année scolaire 2017-2018.
À la sortie du village, au bord du lac Sheelin, se trouve l'hôtel « Crover House ».
Un centre équestre est installé à trois kilomètres à l'extérieur du village.

## Sports et loisirs
La pêche représente une des activités les  plus pratiquées localement. Lough Sheelin, un lac réputé pour la pêche à la truite, se trouve juste à la sortie de Mountnugent. La ressource en truites a commencé à décliner au début des années 1970 du fait de la pollution provenant de diverses causes, notamment de l'agriculture
Une résurgence marquée de mouches de mai a été notée
Le déclin de la population de truites a été compensé par l’augmentation des populations de brochets et de perches et l'augmentation qui s'est ensuivie du nombre de pêcheurs spécialisés dans ces espèces. Bien que le brochet ne soit pas considéré localement comme un poisson comestible, il est populaire auprès de nombreux visiteurs européens.
Mountnugent possède un club actif de football gaélique, GAA.

## Transports
La ligne 187 des Bus Éireann dessert Mountnugent du lundi au samedi. Elle permet de rejoindre les villes et villages voisins d'Oldcastle, Ballyjamesduff, Virginia et Kells.